# Pouilly-Fumé

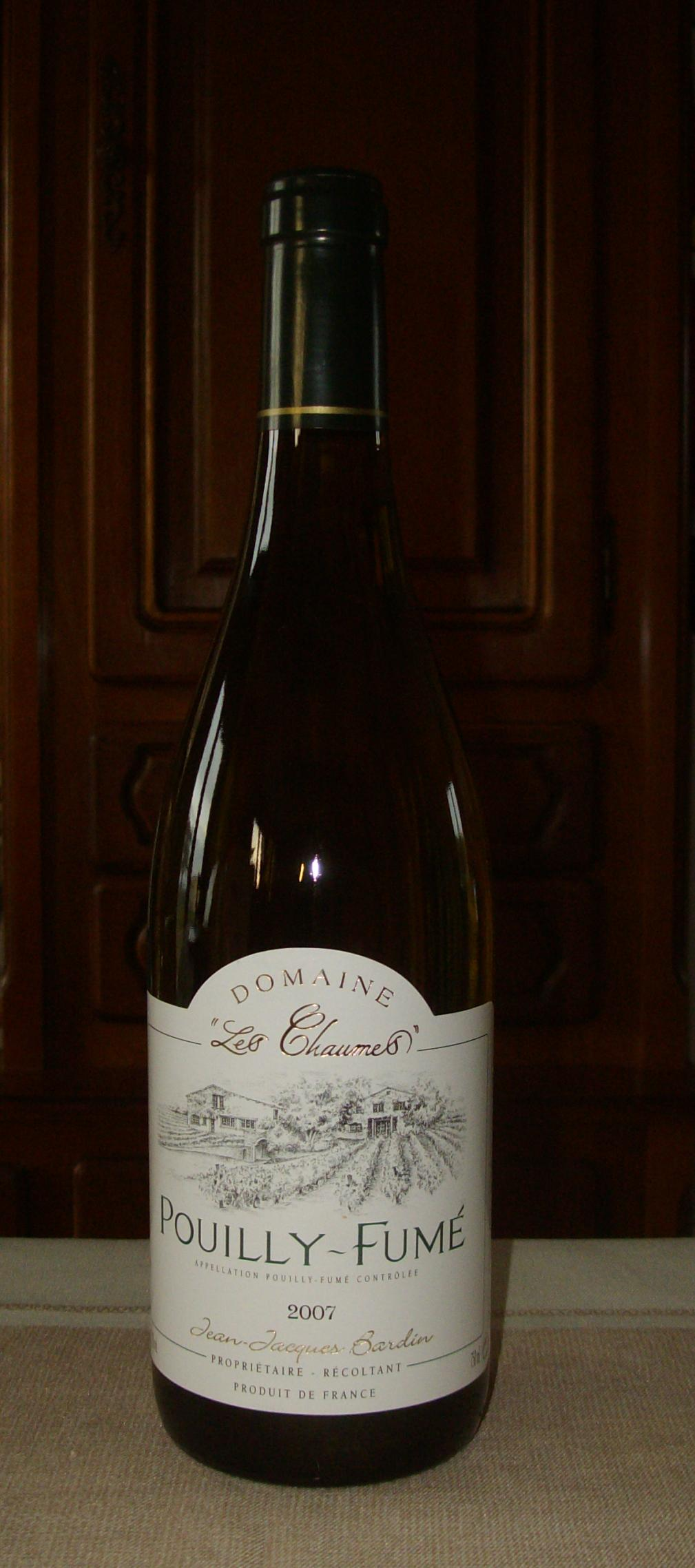
Een fles Pouilly-Fumé uit 2007

Pouilly-Fumé is een Franse droge witte wijnsoort met een AOC-classificatie.
De Pouilly-Fumé wordt gemaakt van de Sauvignon blanc druif en heeft een bouquet van mineralen en rook. Dit komt door de speciale bodem in het gebied. Een druivenstok heeft niet de mogelijkheid om directe mineralen, geur- en smaakstoffen uit de bodem op te nemen. De vuursteenaroma's komen terug in de wijn door een tekort aan stikstof in de vuurstenenbodem van Pouilly-Fumé, wat kan zorgen voor rokerige aroma's.

## Productie
De wijn wordt in het oosten van het Loiredal verbouwd, in het departement Nièvre in de gemeenten Pouilly-sur-Loire, Saint-Andelain en Tracy-sur-Loire. Er zijn zo'n honderd wijnhuizen die Pouilly-Fumé produceren. Zij gebruiken hiervoor 1200 hectare grond en produceren met elkaar zo'n 7 miljoen liter wijn.

## Geschiedenis
De Pouilly-Fuméwijngaarden stammen al uit de 5e eeuw. Toen de benedictijnen de wijngaarden in de 11e eeuw overnamen kwam de wijn tot ontwikkeling.
In de 19e eeuw kregen de wijngaarden last van meeldauw en druifluis waardoor de wijnproductie stil kwam te liggen.
Na veel pogingen met nieuw gekweekte wijnstokken kwam de productie weer op gang. Sinds 1937 is Pouilly-Fumé AOC geclassificeerd.